# 제러미 불럭
제러미 불럭(Jeremy Bulloch, 1945년 2월 16일 ~ 2020년 12월 17일)은 잉글랜드의 배우이었다.

## 출연 작품
- 제국의 마음 (2007)
- 스타워즈 에피소드 3 - 시스의 복수 (2005)
- 닥터스 (2000)
- 스타워즈 에피소드 6 - 제다이의 귀환 (1983)
- 007 옥터퍼시 (1983)
- 007 유어 아이스 온리 (1981)
- 스타워즈 에피소드 5 - 제국의 역습 (1980)
- 사라진 여인 (1979)
- 귀여운 말도둑 (1977)
- 007 나를 사랑한 스파이 (1977)
- 오 럭키 맨! (1973)
- 비운의 여왕 매리 (1971)
- 썸머 홀리데이 (1963)